# 西57街111号

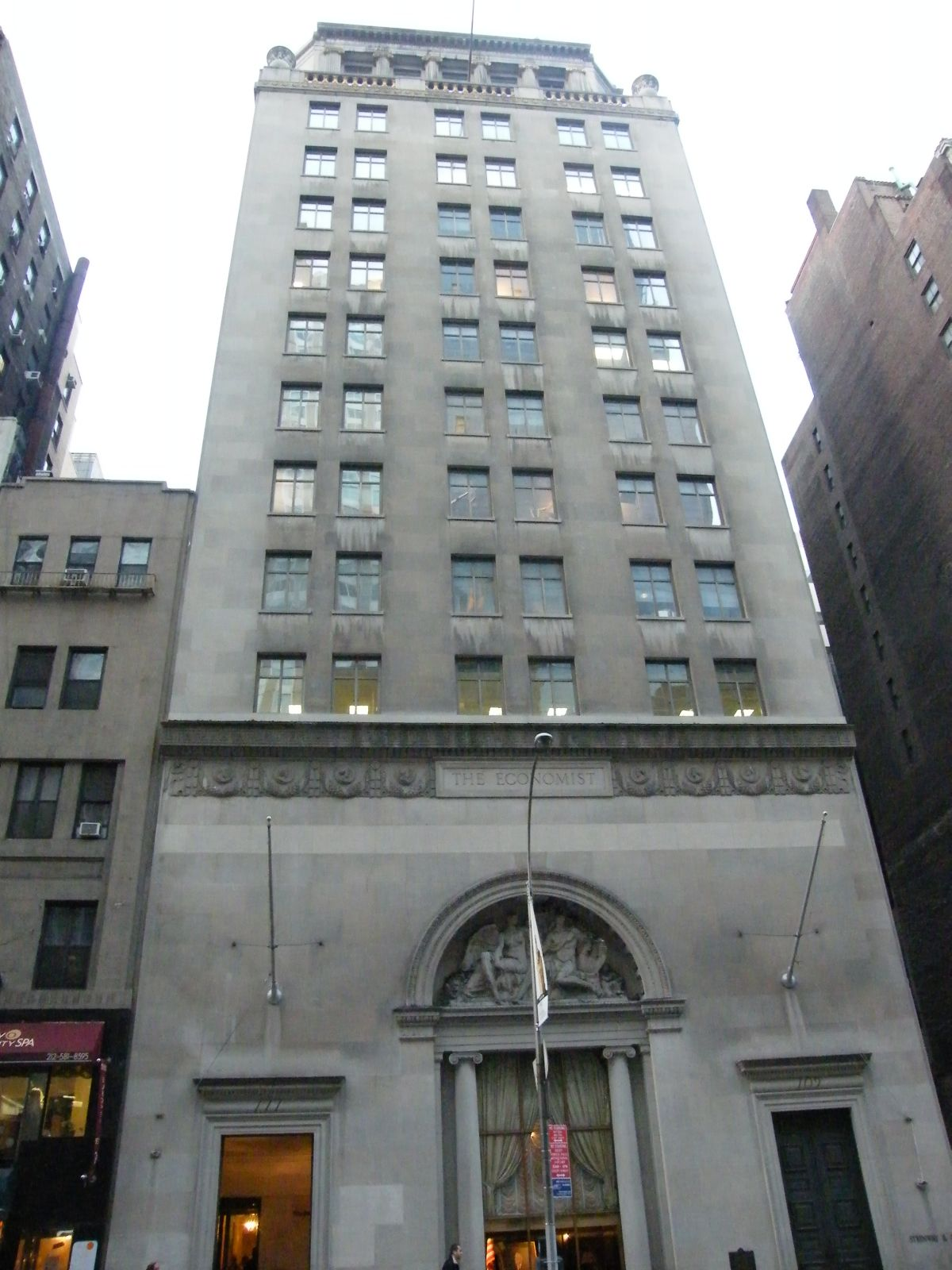
Steinway Hall

西57街111号（英語：111 West 57th Street），又叫斯坦威大厦（英語：Steinway Tower），是位于美国纽约曼哈顿西57街111号的一栋摩天大楼，由16层的原史坦威公司商店（即Steinway Hall）和84层的住宅式摩天大楼两部分构成。樓高435公尺，是紐約市第三高樓。
Steinway Hall在1925年建成，2012年3月JDS开发集团买下西57街105–107号的土地，次年买下Steinway Hall（109–113号）。2014年旧建筑翻新和新建筑同时开工，建造过程并不顺利，存在大量财政和法律上的问题，最终于2019年4月封顶，2021年完工。